# Изовка (деревня)
Изовка — деревня в Колыванском районе Новосибирской области. Входит в состав Кандауровского сельсовета.

## География
Площадь деревни — 42 гектара.

## Население
| 2002 | 2007 | 2010 |
| ---- | ---- | ---- |
| 53   | ↘51  | ↘30  |

## Инфраструктура
В деревне по данным на 2007 год функционирует 1 учреждение здравоохранения.